# Marie-Antoinette Katoto
Marie-Antoinette Oda Katoto (Colombes, 1998. november 1. –) francia női labdarúgó. A francia bajnokságban érdekelt Paris Saint-Germain csapatának játékosa.

## Pályafutása
Katoto 2005-ben szülővárosának csapatában Colombes-ben kezdte pályafutását. 2011-ben csatlakozott a Paris Saint-Germain-hez, ahol első sikerét 2016-ban érte el. Klubjában 26 mérkőzésen 27 gólt szerzett és megnyerte az U19-es korosztályos bajnokságot.
A 2015-ös Bajnokok Ligájában lépett első alkalommal pályára a PSG színeiben egy Wolfsburg elleni mérkőzésen. Első találatára sem kellett sokat várnia, a bemutatkozását követő héten a Rodez hálóját zörgette meg a bajnokságban.
A 2017–18-as szezonban hamar csapata alapemberévé vált, 21 góljával gólkirálynői címet szerzett és a bajnoki ezüstérem megszerzésében nagy szerepet vállalt, majd a 2018. május 31-i Lyon ellen játszott francia kupadöntőn szerezte meg a mérkőzés egyetlen találatát és a kupagyőzelmet a párizsiaknak.

## Sikerei
Paris Saint-Germain
- Francia kupagyőztes: 2018
- Francia bajnoki ezüstérmes (4): 2015–16, 2017–18, 2018–19, 2019–20

### A válogatottban
Franciaország
- U19-es Európa-bajnoki aranyérmes (1): 2016

## Statisztikái

### Klubcsapatban
2020. december 16-i állapotnak megfelelően.
| Klub                | Szezon           | Bajnokság | Bajnokság | Kupa  | Kupa | Nemzetközi | Nemzetközi | Összes | Összes |
| Klub                | Szezon           | Mérk.     | Gól       | Mérk. | Gól  | Mérk.      | Gól        | Mérk.  | Gól    |
| ------------------- | ---------------- | --------- | --------- | ----- | ---- | ---------- | ---------- | ------ | ------ |
| Paris Saint-Germain | 2014–15          | 2         | 1         | 0     | 0    | 1          | 0          | 3      | 1      |
| Paris Saint-Germain | 2015–16          | 7         | 3         | 1     | 0    | 2          | 0          | 10     | 3      |
| Paris Saint-Germain | 2016–17          | 7         | 6         | 1     | 1    | 2          | 0          | 10     | 7      |
| Paris Saint-Germain | 2017–18          | 21        | 21        | 6     | 5    | 0          | 0          | 27     | 26     |
| Paris Saint-Germain | 2018–19          | 20        | 22        | 3     | 3    | 6          | 5          | 29     | 30     |
| Paris Saint-Germain | 2019–20          | 16        | 16        | 5     | 3    | 4          | 5          | 25     | 24     |
| Paris Saint-Germain | 2020–21          | 11        | 13        | 0     | 0    | 1          | 1          | 12     | 14     |
| Paris Saint-Germain | Összesen         | 84        | 82        | 16    | 12   | 16         | 11         | 116    | 105    |
| Karrier összesen    | Karrier összesen | 84        | 82        | 16    | 12   | 16         | 11         | 116    | 105    |

### A válogatottban
2020. december 1-jei állapotnak megfelelően.
| Válogatott    | Szezon   | Mérk. | Gól |
| ------------- | -------- | ----- | --- |
| Franciaország |          |       |     |
| 2018–19       | 1        | 0     |     |
| 2019–20       | 6        | 3     |     |
| 2020–21       | 8        | 6     |     |
| Összesen      | Összesen | 15    | 9   |